# 小行星7006
小行星7006（7006 Folco）是一颗绕太阳运转的小行星，为主小行星带小行星。该小行星于1981年3月2日发现。

## 轨道参数
小行星7006的轨道半长轴为2.4392413 UA，离心率为0.122。